# Trichosalpinx lamellata
Trichosalpinx lamellata är en orkidéart som beskrevs av Carlyle August Luer. Trichosalpinx lamellata ingår i släktet Trichosalpinx och familjen orkidéer. Inga underarter finns listade i Catalogue of Life.